# Dipsosphecia rothschildi
Dipsosphecia rothschildi is een vlinder uit de familie van de wespvlinders (Sesiidae). De wetenschappelijke naam van de soort is voor het eerst geldig gepubliceerd in 1912 door Bartel.